# Silicio policristallino a bassa temperatura
Il silicio policristallino a bassa temperatura (LTPS) è un silicio policristallino sintetizzato a temperature relativamente basse (~650 °C e inferiori) rispetto ai metodi tradizionali (superiori a 900 °C). Il silicio policristallino a bassa temperatura (LTPS) è importante per l'industria dei display, poiché l'uso di pannelli di vetro di grandi dimensioni impedisce l'esposizione ad alte temperature deformanti. In particolare, l'uso del silicio policristallino nei transistor TFT (LTPS-TFT) ha un elevato potenziale per la produzione su larga scala di dispositivi elettronici come i display a cristalli liquidi a schermo piatto o i sensori di immagine.

## Sviluppo del silicio policristallino
Il silicio policristallino (p-Si) è una forma pura e conduttiva dell'elemento composta da molti cristalliti, o grani di reticolo cristallino altamente ordinato. Nel 1984, alcuni studi hanno dimostrato che il silicio amorfo (a-Si) è un eccellente precursore per la formazione di film di p-Si con strutture stabili e bassa rugosità superficiale. Il film di silicio viene sintetizzato mediante deposizione di vapore chimico a bassa pressione (LPCVD) per ridurre al minimo la rugosità superficiale. In primo luogo, il silicio amorfo viene depositato a 560-640 °C. Quindi viene ricotto termicamente (ricristallizzato) a 950-1000 °C. Partendo dal film amorfo, invece di depositare direttamente i cristalli, si ottiene un prodotto con una struttura superiore e la levigatezza desiderata. Nel 1988, i ricercatori hanno scoperto che abbassando ulteriormente la temperatura durante la ricottura, insieme alla deposizione avanzata di vapore chimico al plasma (PECVD), si potevano ottenere gradi di conducibilità ancora più elevati. Queste tecniche hanno avuto un impatto profondo sui settori della microelettronica, del fotovoltaico e del miglioramento dei display.

## Uso nei display a cristalli liquidi
I TFT al silicio amorfo sono stati ampiamente utilizzati nei display a cristalli liquidi (LCD) perché possono essere assemblati in complessi circuiti driver ad alta corrente. Gli elettrodi di Si-TFT amorfi guidano l'allineamento dei cristalli negli LCD. L'evoluzione dei LTPS-TFT può avere molti vantaggi, come una maggiore risoluzione del dispositivo, una temperatura di sintesi più bassa e un prezzo ridotto dei substrati essenziali. Tuttavia, i LTPS-TFT presentano anche diversi svantaggi. Ad esempio, l'area dei TFT nei dispositivi a-Si tradizionali è grande, il che comporta un rapporto di apertura ridotto (la quantità di area che non è bloccata dal TFT opaco e quindi ammette la luce). L'incompatibilità dei diversi rapporti di apertura impedisce l'integrazione di circuiti e driver complessi basati su LTPS nel materiale a-Si. Inoltre, la qualità di LTPS diminuisce nel tempo a causa dell'aumento della temperatura all'accensione del transistor, che degrada il film rompendo i legami Si-H nel materiale. Ciò causerebbe la rottura del drain e la perdita di corrente del dispositivo, soprattutto nei transistor piccoli e sottili, che dissipano male il calore.

## Lavorazione mediante ricottura laser
XeCl Excimer-Laser Annealing (ELA) è il primo metodo chiave per produrre silicio policristallino fondendo il silicio amorfo attraverso l'irradiazione laser. La controparte dell'a-Si, il silicio policristallino, che può essere sintetizzato dal silicio amorfo con determinate procedure, presenta diversi vantaggi rispetto ai TFT a-Si ampiamente utilizzati:
- Alto tasso di mobilità degli elettroni
- Alta risoluzione e rapporto di apertura
- Possibilità di integrazione elevata dei circuiti.[9]

La XeCl-ELA riesce a cristallizzare l'a-Si (spessore compreso tra 500 e 1.000Å) in p-Si senza riscaldare i substrati. La forma policristallina ha grani più grandi che producono una migliore mobilità per i TFT grazie alla riduzione della dispersione dai confini dei grani. Questa tecnica porta al successo dell'integrazione di circuiti complicati nei display LCD.

## Sviluppo di dispositivi LTPS-TFT
Oltre al miglioramento dei TFT stessi, il successo dell'applicazione degli LTPS ai display grafici dipende anche da circuiti innovativi. Una tecnica recente prevede un circuito di pixel in cui la corrente in uscita dal transistor è indipendente dalla tensione di soglia, producendo così una luminosità uniforme. L'LTPS-TFT è comunemente usato per pilotare i display a diodi organici a emissione di luce (OLED) perché ha un'alta risoluzione e consente di realizzare pannelli di grandi dimensioni. Tuttavia, le variazioni nella struttura LTPS determinano una tensione di soglia non uniforme per i segnali e una luminosità non uniforme utilizzando i circuiti tradizionali. Il nuovo circuito del pixel comprende quattro TFT di tipo n, un TFT di tipo p, un condensatore e un elemento di controllo per la risoluzione dell'immagine. Il miglioramento delle prestazioni e della microlitografia dei TFT è importante per il progresso degli OLED a matrice attiva LTPS. Queste numerose e importanti tecniche hanno permesso di raggiungere una mobilità del film cristallino fino a 13 cm²/Vs e hanno contribuito alla produzione di massa di LED e LCD con una risoluzione superiore a 500 ppi.

## LTPO
L'ossido policristallino a bassa temperatura (LTPO) è un tipo di tecnologia di backplane per display OLED sviluppata da Apple che combina TFT LTPS e TFT all'ossido (ossido di indio-gallio-zinco, o IGZO). Nell'LTPO, i circuiti di commutazione utilizzano materiali LTPS mentre i TFT di pilotaggio utilizzano materiali IGZO. L'LTPO consente un uso più efficiente dell'energia regolando dinamicamente la frequenza d'aggiornamento dello schermo in base ai contenuti visualizzati. Ciò significa che lo schermo può funzionare con una bassa frequenza di aggiornamento quando vengono visualizzate immagini statiche o testo, ma può aumentare la frequenza di aggiornamento quando vengono visualizzati contenuti dinamici come video o giochi. I display LTPO sono noti per la loro migliore durata della batteria e sono presenti in alcuni smartphone, smartwatch e altri dispositivi mobili.
Sebbene la tecnologia principale dell'LTPO sia stata sviluppata da Apple, anche Samsung dispone di una tecnologia proprietaria per i pannelli LTPO AMOLED che utilizza una combinazione di LTPS TFT e silicio ibrido-ossido e policristallino (HOP).